# Panzerzug XI.
Der Panzerzug XI. war ein Panzerzug der österreich-ungarischen Gemeinsamen Armee zur Zeit des Ersten Weltkrieges.

## Geschichte
Ende April 1915 sollte in den Werkstätten in Neu-Sandec eine Rekonstruktion des Panzerzug I. in Angriff genommen werden. Eine Hauptforderung war es, die Panzerung so zu verbessern, dass diese auch Granaten standhalten konnte. Auch sollten die Wagen möglichst niedrig gehalten werden, um so weniger Fläche für feindlichen Beschuss zu bieten. Weiterhin sollten scharfe Umrisse abgerundet werden und in einem grünlich-grauen Anstrich verschwinden. Hierbei wählte man für die Infanteriewagen eine rundliche Form, welche der von Untersee- und Torpedobooten ähnlich sah. Am 1. Mai 1915 begannen die Bauarbeiten und am 31. Juli 1915 wurde dieser neue Panzerzug fertiggestellt. War der Panzerzug vorher noch unter dem Namen Panzerzug Schober bekannt, erhielt er ab 1916 die Bezeichnung Panzerzug XI. Die Kosten für den Bau des Panzerzuges beliefen sich auf 278.500 österreichisch-ungarische Kronen.

## Technische Daten

### Lokomotive
Die Lokomotive des Panzerzuges war die 97.247 der k.k. Staatsbahnen (kkStB). Sie wurde 1907 von der Lokomotivfabrik Krauss & Comp. Linz mit der Werksnummer 5553 an die kkStB geliefert. Sie wurde in Galizien auf der staatlich garantierten Lokalbahn Tarnów–Szczucin eingesetzt, wo die kkStB den Betrieb für Rechnung der Eigentümer führten. Mit Ausbruch des Krieges wurde das Bahngebiet von russischen Truppen besetzt. Die Fahrzeuge wurden vorher evakuiert.
Die abgestellte Lokomotive wurde darum im Mai 1915 in den neu zu bauenden Panzerzug XI. eingereiht. Die Panzerung der Lokomotive bestand aus 18 mm dicken Panzerstahlblechen, welche die Lokomotive komplett einhüllten. Um die Reichweite und die Kapazität für Kohle und Wasser zu vergrößern, wurde ein zweiachsiger Schlepptender (Seriennummer 76.177) mit der Lokomotive gekuppelt und ebenfalls verkleidet. Beide zusammen bildeten eine Einheit und waren nach dem Anbringen der Panzerung nicht mehr als zwei Fahrzeuge zu erkennen.

### Motorkanonenwagen

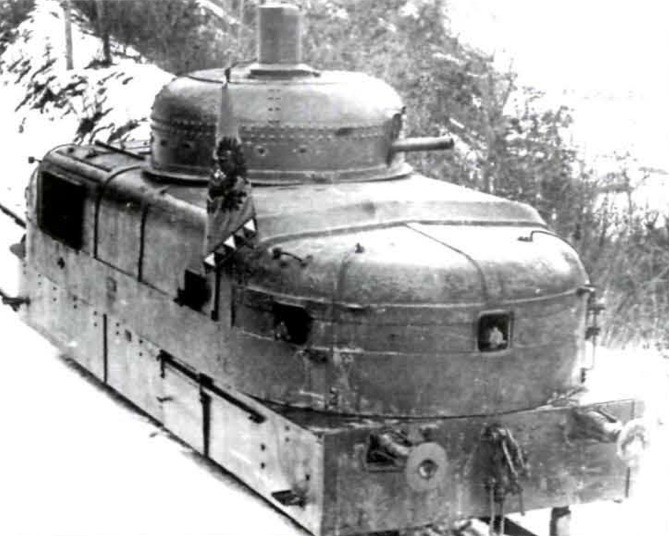
Der Motorkanonenwagen Schober

Der Artilleriewagen des Panzerzug XI. war ein eigenständig fahrender Motorkanonenwagen nach den Konstruktionszeichnungen von Hauptmann Schober und dem Maschinenkommissär der k.k. Staatsbahnen, Leo Poplawski. Es war ein dreiachsiger Wagen mit einem Gewicht von 45 t. In der Mitte des Wagens befand sich ein drehbarer, auf Stahlkugeln gelagerter Geschützturm. Darin befand sich ein 7-cm-Marinegeschütz L/30 von Škoda . Der Geschützturm war 1,90 m hoch und hatte einen Durchmesser von 2,00 m. Darin fanden drei Mann für die Bedienung des Geschützes sowie 80 Artilleriegranaten Platz. Diese waren rund um den Turm in der explosionssicheren Innenwand gelagert. Da hier der Kommandant des Panzerwagen mit untergebracht war, verfügte der Geschützturm über ein Beobachtungsfernrohr, einen Distanzmesser und einen elektrischen Scheinwerfer. Der Turm selber war um 360° drehbar und konnte entweder durch den Motor oder im Notfall durch einen Soldaten gedreht werden.
Der restliche Teil des Wagens war 1,10 m hoch und 2,90 m breit. Die Stirnseiten des Wagens waren halbkreisförmig abgerundet und gewölbt. Dadurch entstand an dem Wagen deutlich weniger Luftwiderstand bei schneller Fahrt und diese Form bot deutlich mehr Schutz gegen Beschuss, da die Kugeln oftmals durch die runde Form abprallten oder abgelenkt wurden. An beiden Enden des Wagens gab es jeweils drei Schießscharten für Maschinengewehre. Im vorderen Teil des Wagens befand sich das Munitionsdepot und im hinteren Teil der Motor samt Treibstofftank. Dieser Motor war ein Vierzylinder-Benzinmotor mit 85 PS. Die Kraft des Motors wurde mittels Getriebe und einer Kette auf die mittlere Achse übertragen. Mit diesem Motor erreichte der Panzerwagen eine Höchstgeschwindigkeit von 40 km/h. Die Beleuchtung des Wagens wurde mithilfe einer Dynamomaschine von Bosch mit einer Spannung von 12 Volt geliefert.
Der Wagen bestand aus zusammengebauten Bögen aus Stahl mit einer Einzellänge von 5 m. Die Stahlbögen wurden durch Schrauben miteinander und dem Rahmen verbunden. Die Schießscharten und die Turmwölbung wurde durch armierten Beton verstärkt. Die Stahlbögen wurden durch 18 mm dicke Panzerstahlbleche aus Witkowitz verstärkt und gepanzert. Auch das Untergestell des Wagens wurden von allen Seiten mit 18 mm dicken Panzerblechplatten gepanzert. Im Wagenboden gab es zwei verschließbare Ausstiegluken.

### Infanteriewagen
Der Panzerzug XI. verfügte über zwei Infanteriewagen gleicher Bauart wie der Artilleriewagen. Auch diese waren, wie der Artilleriewagen, dreiachsige O-Wagen. Sie bestanden ebenfalls aus zusammengebauten Bögen aus Stahl und wurden mit einer 18 mm dicken Schicht aus Panzerblechplatten gepanzert. Sie hatten jedoch keinen eigenständigen Antrieb und keinen Geschützturm. In der Mantelfläche der Wagen gab es mehrere Schießscharten für Gewehre und Maschinengewehre. Für die Luftabwehr gab es in der Mitte der zwei Gestelle für Maschinengewehre. Um Verbindung mit den anderen Wagen und der Dampflokomotive zu haben, gab es eine Telefon- und Klingelanlage. Für den ungehinderten Blick nach draußen während eines Gefechts oder Feindbeschuss gab es mehrere Periskope.

## Einsatz

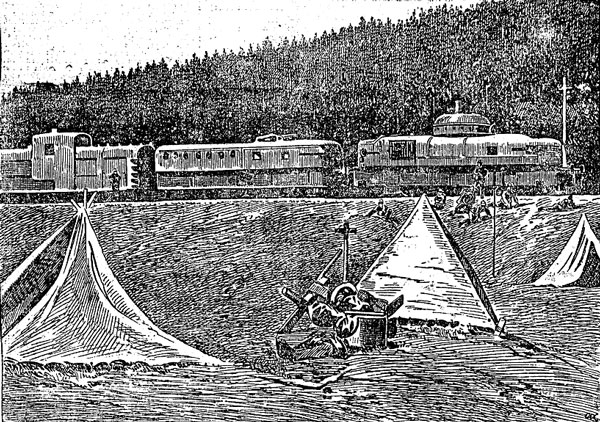

Der Panzerzug XI wurde von August bis Ende Oktober 1915 durch den Kriegseintritt Italiens im Valsugana in Richtung Borgo Valsugana eingesetzt. Unterstellt war der Panzerzug hierbei dem Landesverteidigungskommando in Tirol unter dem General Viktor Dankl. Aufgrund der stetig steigenden Anzahl an gegnerischen Artilleriegeschützen auf den Bergen in der Umgebung musste der Panzerzug nach Osten verlegt werden.
Am 10. September 1916 griffen rumänische Truppen östlich von Egyházas-Oláhfalu an und zwangen die 19. Landsturm-Gebirgsbrigade zum Rückzug. Zeitgleich wurden das Landsturmbataillon II 12 und die Masse der 1. Landsturm-Husarenbrigade unter Oberst Csécsi-Nagy bis auf die Sattelhöhe östlich von Mezöhavas zurückgedrängt. Nach einem weiteren Angriff wichen die Truppen in eine Stellung zehn Kilometer östlich von Praid aus. Aus diesem Grund wurden kleinere Reserven und der Panzerzug XI. aktiviert und konnten nur unter großen Anstrengungen den Verlust von Artilleriegeschützen bei Mesterháza schützen.
Mit der Unterzeichnung des Friedensvertrag von Brest-Litowsk wurden die Kampfhandlungen im Osten eingestellt. Schon vor den Verhandlungen wurde der Panzerzug XI. an die italienische Front verlegt und nahm an kleinen Gefechten der Zwölften Isonzoschlacht teil.

## Zugpersonal
- Zugkommandant Hauptmann Friedrich Schober

## Zugzusammensetzung
Die Zugzusammensetzung wird von vorne nach hinten aufgezählt:
- 1× Artilleriewagen (Seriennummer: 303.343)
- 1× Infanteriewagen (Seriennummer: 334.457)
- 1× Panzerlokomotive (Seriennummer: 97.247)
- 1× Schlepptender (Seriennummer: 76.177)
- 1× Infanteriewagen (Seriennummer: 314.706)